# De schaduw van het lichaam van de voerman
De schaduw van het lichaam van de voerman is een hoorspel naar Der Schatten des Körpers des Kutschers (1960) van Peter Weiss. De KRO zond het uit in het programma Dinsdagavondtheater op dinsdag 21 november 1972. De regisseur was Willem Tollenaar. De uitzending duurde 126 minuten.

## Rolbezetting
- Ton Lensink (verteller)

## Inhoud
Iemand woont in een soort herberg, wellicht een asielcentrum, en observeert. En dat wat hij observeert, schrijft hij op. Maar eigenlijk is er niets. Ook dat wordt opgeschreven, heel precies...
Dit eerste Duitstalige boek van de in 1934 uit Duitsland geëmigreerde auteur, die voordien slechts in het Zweeds geschreven had, handelt over de taal zelf. Peter Weiss probeert in deze "micro-roman" te ontdekken of hij na 20 jaar exil nog in staat is met de Duitse taal datgene precies te beschrijven wat een naamloze verteller een aantal dagen na elkaar observeert. Daarbij onthoudt hij zich van elke duiding of interpretatie. De roman is wel het grappigste en tegelijk experimenteelste wat Peter Weiss ooit geschreven heeft. Het boek was een kleine avantgardistische sensatie en het Duitse antwoord op Becketts absurde taalkritiek en de Franse "nouveau roman".